# PROPS
PROPS är en projektstyrningsmodell som utvecklats av Ericsson. Modellen används hos flera av dess partnerföretag. PROPS används också av många företag i andra branscher, liksom av flera svenska myndigheter . Modellen förvaltas av konsultföretaget Semcon.

## Historia
Namnet är en akronym för Projektet för projektstyrning, som startade 1987 och som 1989 levererade den första versionen av PROPS, version R1 som även innehöll arbetsmodellen AXE 10 Design System. Hela historiken finns beskriven i en bok, "Historien om PROPS", SV/LZT 108 104 R1.
Sista versionen kallas PROPS V4, bland förändringarna märks bland annat att det klassiska PROPS U:et har försvunnit och ersatts av en liggande modell. Även Progressrapport har bytt namn till Statusrapport.
PROPS har pensionerats av Semcon och ersatts av Excellence in Project Management (XLPM) som även innehåller stöd för Uppdrag, Program, Projektportfölj och Agila projekt.

## Beslutsprocessen
PROPS delar in projekt i tre olika områden, Projekstyrningsprocess (affären), Projektledningsprocess (projektledningen) samt Projektets arbetsmodell. Dessa symboliseras av olika färger, rött är styrande, blått är ledande och gult är liktydigt med arbetsmodellen.
PROPS har sex olika toll-gates (jämför beslutspunkt i Praktisk Projektstyrning) dessa TG:n benämns;
- TG0 Beslut att starta projektanalys
- TG1 Beslut att starta projektplanering
- TG2 Beslut att etablera projektet och starta projektgenomförandet
- TG3 Beslut att fortsätta genomförandet enligt ursprunglig eller reviderad plan
- TG4 Beslut att överlämna projektets slutresultat till intern mottagare och extern kund (i förekommande fall)
- TG5 Projektets slutresultat accepterat, beslut om att starta projektavslutning

## Styrande dokument
PROPS har ett antal olika dokument;
- Uppdragsspecifikation, ett dokument som initierar en förstudie eller utredningsfas. Skrivs av projektets sponsorer (beställare)
- Projektspecifikation, ett dokument som fastställer ett projekts genomförande. Beslutas vid TG2.
- Statusrapport, ett dokument som projektledaren skriver under projektets gång och avhandlar statusen i projektet. Mottagare är sponsor, styrgrupp och andra viktiga intressenter. Hette tidigare Progressrapport i PROPS.
- Slutrapport, skrivs av projektledaren efter ett TG5 beslut tagits. Avhandlar projektets gärning och säkrar kunskapsåterföringen till organisationen.